# Witalij Schtschedow
Witalij Schtschedow (ukrainisch Віталій Щедов; * 31. Juli 1987) ist ein ukrainischer Radrennfahrer, der vornehmlich auf der Bahn erfolgreich ist.
Witalij Schtschedow gewann 2004 bei den Europameisterschaften in Valencia die Goldmedaille in der Einer- und in der Mannschaftsverfolgung. Im Jahr darauf wurde er Zweiter in der Einerverfolgung. Beim Bahnrad-Weltcup 2006/2007 gewann er die Mannschaftsverfolgung beim Weltcup in Los Angeles. Wenig später holte er sich bei den Weltmeisterschaften 2007 in Palma die Silbermedaille in der Mannschaftsverfolgung.
2008 wurde Schtschedow U23-Europameister in der Einerverfolgung und vertrat sein Land bei den Olympischen Spielen in Peking, wo er mit seinem Team Neunter der Mannschaftsverfolgung wurde. Im darauffolgenden Herbst gewann er die ukrainischen Meistertitel im Zeitfahren, der Einerverfolgung und im Punktefahren
Im Bahnrad-Weltcup 2009/10 gewann er den Einerverfolgungslauf in Peking.

## Erfolge
2004
- Europameister – Einerverfolgung (Junioren)
- Europameister – Mannschaftsverfolgung (Junioren)

2007
- Weltcup Los Angeles – Mannschaftsverfolgung
- Weltmeisterschaften – Mannschaftsverfolgung

2008
- Europameister – Einerverfolgung (U23)
- Ukrainischer Meister – Zeitfahren, Einerverfolgung, Punktefahren

2010
- Weltcup Los Angeles – Einerverfolgung

## Teams
- 2007 ISD-Sport Donetsk (ab 4. Mai)